# Miroslav Stoch
Miroslav Stoch (* 19. Oktober 1989 in Nitra, Tschechoslowakei) ist ein slowakischer Fußballspieler und er steht seit September 2022 bei Motorlet Prag unter Vertrag. Er ist ein mehrfach ausgezeichneter Torschütze.

## Karriere
Stochs Stärken liegen besonders im Offensivspiel. Er hat gut ausgeprägte Dribbling-Fähigkeiten und eine gute Schusstechnik.

### Vereine

#### Anfänge in der Slowakei
Schon als Kind zeigte Stoch seine Begeisterung für den Fußball, indem er fast immer mit einem Ball zu finden war. Sein Vater erkannte das große Talent seines Sohnes und schickte ihn auf die Fußballschule des FC Nitra. Miňo, wie seine Familie ihn nennt, war schon in seiner Jugend für seine ausgezeichnete Schussqualität bekannt. In diesem Bereich war er seinen damaligen Teamkollegen um einiges voraus.
Nach einem Hattrick in einem U-17-Spiel wurde Stoch in die erste Mannschaft des FC Nitra berufen. Zu diesem Zeitpunkt war er gerade einmal 15 Jahre alt. Jedoch erlaubten ihm die Regeln der slowakischen Liga nicht zu spielen, da er noch nicht das 16. Lebensjahr erreicht hatte. So konnte Miroslav Stoch erst im Alter von 16 Jahren debütieren, dennoch waren zu diesem Zeitpunkt viele europäische Talentscouts auf ihn aufmerksam geworden.

#### Chelsea und Leihe
2006 wechselte Stoch nach England zum FC Chelsea und besuchte die Fußballschule des Klubs. Neben den Briten war auch der OGC Nizza an einer Verpflichtung des jungen Slowaken interessiert gewesen. In der Saison 2006/07 spielte Miroslav Stoch für die U-18 des FC Chelsea und erzielte dabei elf Tore. Die Spielzeit beendete er als Top-Scorer seines Teams. In die Saison 2007/08 startete er gut und erkämpfte sich allmählich einen Stammplatz im Reserveteam.
Stoch selbst sagte vor Beginn der Spielzeit 2008/09, das sein Ziel für die Saison das Debüt im ersten Team des FC Chelsea sei. Dieses Ziel erreichte er am 30. November 2008, als er gegen den FC Arsenal in der 81. Minute eingewechselt wurde. In der Spielzeit 2009/10 wurde Stoch an den niederländischen Erstligisten FC Twente Enschede ausgeliehen, erreichte mit der Mannschaft die niederländische Meisterschaft und er hatte maßgeblichen Anteil am Gewinn der Eredivisie.

#### Fenerbahçe und Leihstationen
Zur Saison 2010/11 wechselte er zu Fenerbahçe Istanbul, wo er einen Vierjahresvertrag unterzeichnete. Im April 2012 erzielte Stoch in der Meisterschaftsrunde der Süper Lig im Interkontinentalen Derby gegen den Erzrivalen Galatasaray Istanbul das 2:1-Auswärtssiegtor. Mit diesem erzielten Tor wurde er gemäß der Fenerbahçe-Mythologie zu einem richtigen Fenerbahçe-Spieler.
In der Saison 2013/14 wurde er mit einer Kaufoption von fünf Millionen Euro an den griechischen Erstligisten PAOK Thessaloniki verliehen. Fenerbahçe lehnte daraufhin ein Angebot durch PAOK von zwei Millionen Euro ab. Zur Saison 2014/15 wurde Stoch an den Al Ain Club verliehen und verlängerte seinen Vertrag beim Fenerbahçe bis 2018. In der UAE Arabian Gulf League 2014/15 trug er zum Meisterschaftsgewinn des al Ain Clubs als bester bzw. einer der besten Torvorlagengeber seiner Mannschaft bzw. der Liga bei.
Im August 2015 wurde er innerhalb der Süper Lig an Bursaspor verliehen mit einer Kaufoption, die nicht in Anspruch genommen wurde. Nach Leihende kehrte Stoch zurück und bestritt seine letzte Saison für Fenerbahçe in der Süper Lig 2016/17 und er fungierte im Ligabetrieb unter dem Trainer Dick Advocaat als Ergänzungsspieler.

#### Ostmitteleuropa und erneutes PAOK-Intermezzo
Im August 2017 folgte der Wechsel zu Slavia Prag, wo er einmal die Meisterschaft und zweimal den Pokal gewann. Im Mai 2018 trug er im tschechischen Pokalfinale 2018 maßgeblich zum Pokalsieg bei, indem Stoch die zwischenzeitliche 2:1-Führung per Eckstoß vorbereitete und somit den Sieg einleitete. Später erzielte er in den regulären Schlussspielminuten den 3:1-Endstand und beendete damit endgültig die 16 Jahre andauernde Pokaltitelabstinenz (2002) der Rot-Weißen. In der Fortuna Liga 2018/19 trug er zum Meisterschaftsgewinn des Slavia Prags als einer der besten Torvorlagengeber seiner Mannschaft bzw. der Liga bei. Er gehörte mit seinen fußballerischen Leistungen zu den Schlüsselspielern der Mannschaft an und erreichten in der UEFA Europa League 2018/19 das Viertelfinale und schieden gegen seinen ehemaligen Verein und späteren Turniersieger FC Chelsea aus.
Seit Ende Juni 2019 stand er erneut bei PAOK Saloniki unter Vertrag für eine Laufzeit von drei Jahren. Im August 2020 gab Stoch bekannt, dass er an COVID-19 erkrankt sei. Im gleichen Monat gab PAOK offiziell bekannt, dass der Vertrag von Stoch im beiderseitigen Einverständnis aufgelöst wurde. Daraufhin war er eine Zeit lang vereinslos. Anfang Februar 2021 schloss er sich dem polnischen Erstligisten Zagłębie Lubin bis zum Saisonende 2020/21 an. Nach Vertragsende wechselte er im September 2021 erneut in die erste tschechische Fußballliga; diesmal zum FC Slovan Liberec während der laufenden Saison 2021/22. Im Folgemonat gab Stoch in seinem zweiten Pflichtspieleinsatz als Einwechselspieler seine Torpremiere für Liberec in der Erstligabegegnung gegen seinen ehemaligen Verein und Titelverteidiger Slavia Prag.

### Nationalmannschaft

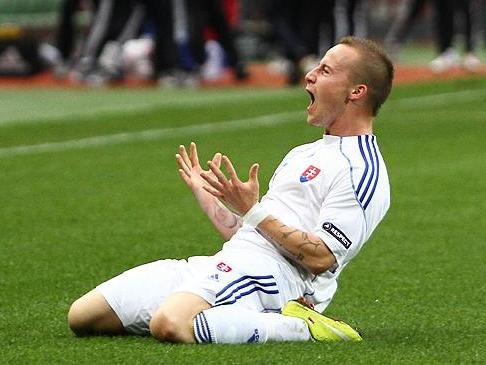
Miroslav Stoch (September 2010) beim Torjubel im Nationaltrikot der Slowakei, wo er das 1:0-Siegtor erzielte gegen Russland.

Am 10. Februar 2009 gab Stoch im Cyprus International Tournament sein A-Länderspieldebüt in der slowakischen A-Nationalmannschaft gegen die Ukraine, er wurde in der 69. Minute eingewechselt. Am 6. Juni 2009 beim Qualifikationsspiel für die WM 2010 schoss er sein erstes A-Länderspieltor für die Slowakei beim 7:0-Sieg gegen San Marino. Später gehörte er im Juni 2010 zum slowakischen WM-Aufgebot und erreichte mit der Mannschaft als Gruppenzweiter das Achtelfinale.
Gemäß der UEFA sorgte Stoch als Jokerspieler im Oktober 2014 mit seinem 2:1-Siegtor in der Schlussphase im Europameisterschaftsqualifikationsspiel gegen den amtierenden Europameister Spanien für einen der „größten Sensationen“ der Qualifikation zur Europameisterschaft 2016. Damit beendete er die acht Jahre lange Niederlagenfreie-Serie der spanischen A-Nationalmannschaft in Qualifikationsspielen, die 36 Länderspiele andauerte. Er qualifizierte sich mit der Mannschaft direkt als Gruppenzweiter hinter Spanien für die Fußball-Europameisterschaft 2016 in Frankreich. In diesem Turnier wurde er in das Turnieraufgebot der Slowakei aufgenommen. In der Auftaktpartie gegen Wales wurde er kurz nach dem 1:2-Rückstand in den Schlussminuten eingewechselt, konnte aber auch keine Ergebnisänderung mehr herbeiführen. Es blieb sein einziger Einsatz im Turnier bis zum Ausscheiden des Teams im Achtelfinale.

## Erfolge
- FC Chelsea
  - FA-Cup-Sieger: 2009

- FC Twente Enschede
  - Niederländische Meisterschaft: Meister 2010

- Fenerbahçe Istanbul[24]
  - Türkische Meisterschaft: Meister 2011, Vizemeister 2012, Vizemeister 2013
  - Türkischer Pokal: Sieger 2012, Sieger 2013

- Al Ain Club[24]
  - Meisterschaft der Vereinigten Arabischen Emiraten: Meister 2015

- Slavia Prag[24]
  - Tschechische Meisterschaft: Vizemeister 2018, Meister 2019
  - Tschechischer Pokal: Sieger 2018, Sieger 2019

- PAOK Saloniki[24]
  - Griechische Meisterschaft: Vizemeister 2020

## Auszeichnungen
- 2 × Peter-Dubovský-Preis für den besten slowakischen Nachwuchsspieler des Jahres: 2009, 2010[25]
- 1 × FIFA-Puskás-Preis für das ästhetischste und schönste Tor des Jahres: 2012[26]
- 2 × Beste Tor des Spieltages der griechischen „Super League“ (PSAP): 3. und 30. Spieltag der Saison 2013/14[27][28]
- 1 × Tschechiens Tor des Jahres: 2018[29]
- 2 × Král Asistencí (englisch King of the Assists) der tschechischen „Fortuna:Liga“: 16.–20. Spieltag und 21.–25. Spieltag der Saison 2018/19[29]